# Elecciones a la Asamblea de Ceuta de 1987
Las elecciones a la Asamblea de Ceuta de 1987 se celebraron en junio de 1987. Salió elegido Fructuoso Miaja del Partido Socialista Obrero Español.
| ← Elecciones a la Asamblea de Ceuta de 1987 → |                                                |           |       |       |         |     |
| Presidente y gobierno | Partido                                        | Candidato | Votos | %     | Escaños | +/- |
| - Alcalde: Fructuoso Miaja Sánchez (1987-1991) (PSOE) - Gobierno: PSOE - Censo: 37.439 - Votantes: 20.959 (55,9%) - Abstención: 16.534 (44,1%) - Válidos: 20.667 - A candidatura: 20.361 (98,47%) | Partido Socialista Obrero Español (PSOE)       |           | 6.504 | 31,46 | 8       | -4  |
| - Alcalde: Fructuoso Miaja Sánchez (1987-1991) (PSOE) - Gobierno: PSOE - Censo: 37.439 - Votantes: 20.959 (55,9%) - Abstención: 16.534 (44,1%) - Válidos: 20.667 - A candidatura: 20.361 (98,47%) | Federación de partidos de Alianza popular (AP) |           | 4.524 | 21,88 | 6       | -1  |
| - Alcalde: Fructuoso Miaja Sánchez (1987-1991) (PSOE) - Gobierno: PSOE - Censo: 37.439 - Votantes: 20.959 (55,9%) - Abstención: 16.534 (44,1%) - Válidos: 20.667 - A candidatura: 20.361 (98,47%) | Ceuta Unida (CEU)                              |           | 4.398 | 21,27 | 6       | +6  |
| - Alcalde: Fructuoso Miaja Sánchez (1987-1991) (PSOE) - Gobierno: PSOE - Censo: 37.439 - Votantes: 20.959 (55,9%) - Abstención: 16.534 (44,1%) - Válidos: 20.667 - A candidatura: 20.361 (98,47%) | Partido Socialista del Pueblo de Ceuta (PSPC)  |           | 2.557 | 12,37 | 3       | +3  |
| - Alcalde: Fructuoso Miaja Sánchez (1987-1991) (PSOE) - Gobierno: PSOE - Censo: 37.439 - Votantes: 20.959 (55,9%) - Abstención: 16.534 (44,1%) - Válidos: 20.667 - A candidatura: 20.361 (98,47%) | Centro Democrático y Social (CDS)              |           | 1.677 | 8,11  | 2       | =   |
| - Alcalde: Fructuoso Miaja Sánchez (1987-1991) (PSOE) - Gobierno: PSOE - Censo: 37.439 - Votantes: 20.959 (55,9%) - Abstención: 16.534 (44,1%) - Válidos: 20.667 - A candidatura: 20.361 (98,47%) | Partido Nacionalista Ceutí (PNC)               |           | 701   | 3,39  | 0       | -2  |
| - Alcalde: Fructuoso Miaja Sánchez (1987-1991) (PSOE) - Gobierno: PSOE - Censo: 37.439 - Votantes: 20.959 (55,9%) - Abstención: 16.534 (44,1%) - Válidos: 20.667 - A candidatura: 20.361 (98,47%) | En blanco                                      | N/A       | 316   | 1,53  | N/A     | N/A |
| - Alcalde: Fructuoso Miaja Sánchez (1987-1991) (PSOE) - Gobierno: PSOE - Censo: 37.439 - Votantes: 20.959 (55,9%) - Abstención: 16.534 (44,1%) - Válidos: 20.667 - A candidatura: 20.361 (98,47%) | Nulos                                          |           | 282   | 1,35  | N/A     | N/A |